# Élections législatives portugaises de 2024
Les élections législatives portugaises de 2024 ont lieu le 10 mars 2024 afin de renouveler les 230 sièges de l'Assemblée de la République pour la XVIe législature.
Initialement prévues pour le 11 octobre 2026 au plus tard, elles ont lieu de manière anticipée en raison de la démission du Premier ministre et dirigeant du Parti socialiste (PS), António Costa, après un scandale de corruption.
Malgré l'arrivée d'un nouveau dirigeant à sa tête, Pedro Nuno Santos, le PS subit une importante défaite électorale, tandis que l'Alliance démocratique (AD) menée par le Parti social-démocrate (PPD/PSD) de Luís Montenegro arrive de justesse en première place, avec un léger recul du PPD/PSD. Les élections profitent surtout au parti Chega (CH) d'André Ventura, qui arrive troisième et quadruple sa présence à l'assemblée.
Les résultats augurent d'importantes difficultés à former un nouveau gouvernement de coalition, le XXIVe constitutionnel. Aucune des deux principales formations politiques et leurs alliés respectifs n'obtiennent ainsi la majorité absolue des sièges, tandis que Luís Montenegro réitère son engagement à ne pas s'allier avec André Ventura. Cette situation l'amène à former un gouvernement minoritaire le 2 avril 2024.

## Contexte

### Majorité absolue du PS

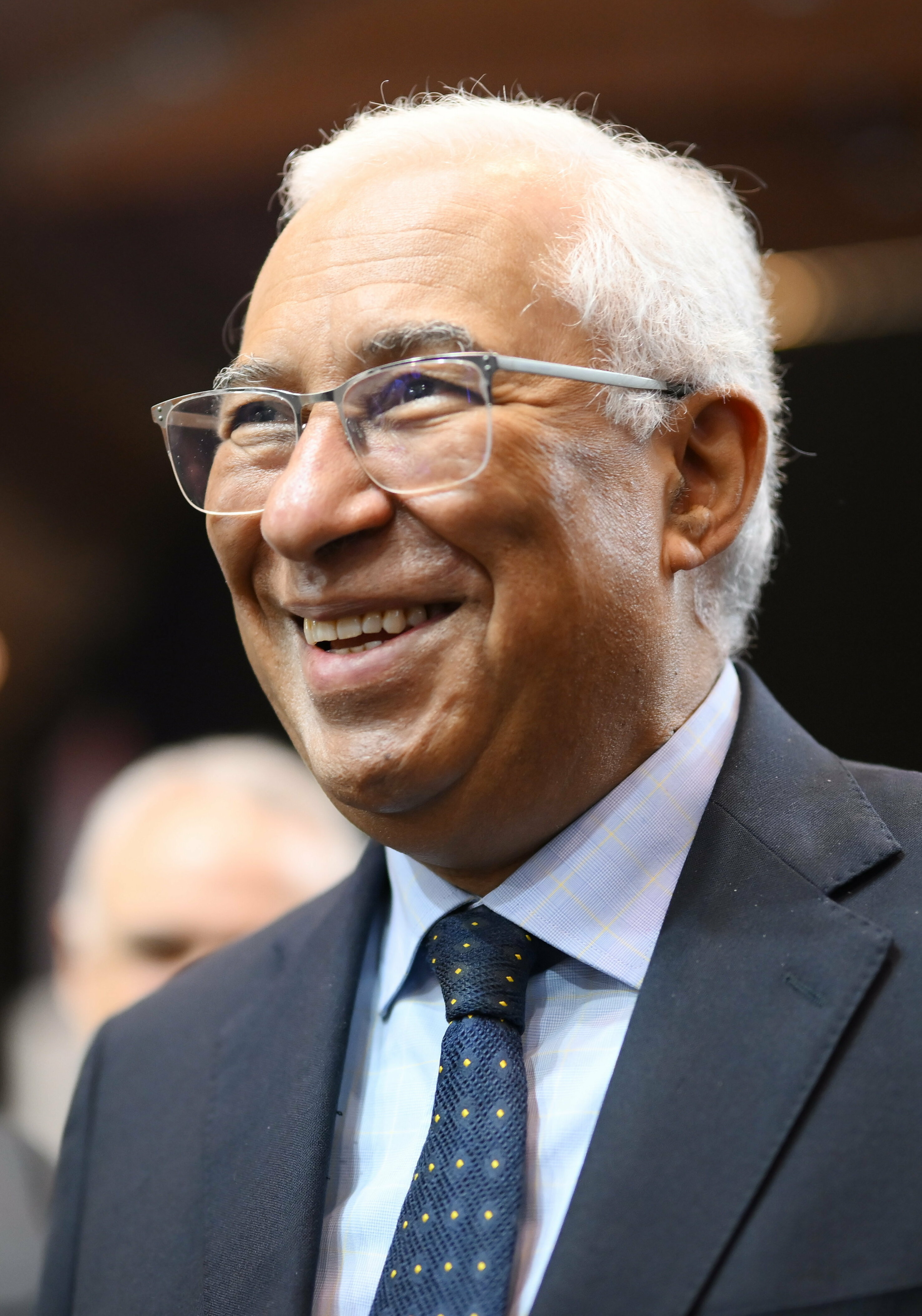
António Costa en 2022.

Le résultat des élections législatives portugaises de 2022 constitue une victoire pour António Costa, qui remporte son pari de conquérir la majorité absolue, en dépit des sondages qui l'annonçaient au coude-à-coude avec Rui Rio. Selon la politiste Patricia Lisa, citée par le journal Le Monde, les mauvais résultats du Parti social-démocrate et des partis de la gauche alternative s'expliquent par un vote-sanction contre ceux jugés responsables de la tenue de ces élections. Les contre-performances du Bloc de gauche et de la Coalition démocratique unitaire favorisent la percée du parti d'extrême droite Chega, qui se hisse à la troisième place des forces politiques. Après José Sócrates en 2005, c'est seulement la seconde fois que le PS s'adjuge plus de la moitié des sièges, dans un système politique fondé sur la proportionnelle, ce qui accorde peu souvent une aussi nette victoire au parti arrivé en tête. Le Premier ministre obtient une nouvelle fois un résultat supérieur au scrutin précédent, répétant sa trajectoire électorale à la mairie de Lisbonne.
Le troisième gouvernement Costa prête finalement serment devant le président de la République le 30 mars. Le 8 avril, après qu'António Costa a exposé son programme, seul le parti Chega dépose une motion de rejet, qui est rejetée par une majorité de parlementaires, seul Chega votant contre tandis que le Parti social-démocrate et l'Initiative libérale s'abstiennent.

### Scandale de corruption et démission de Costa

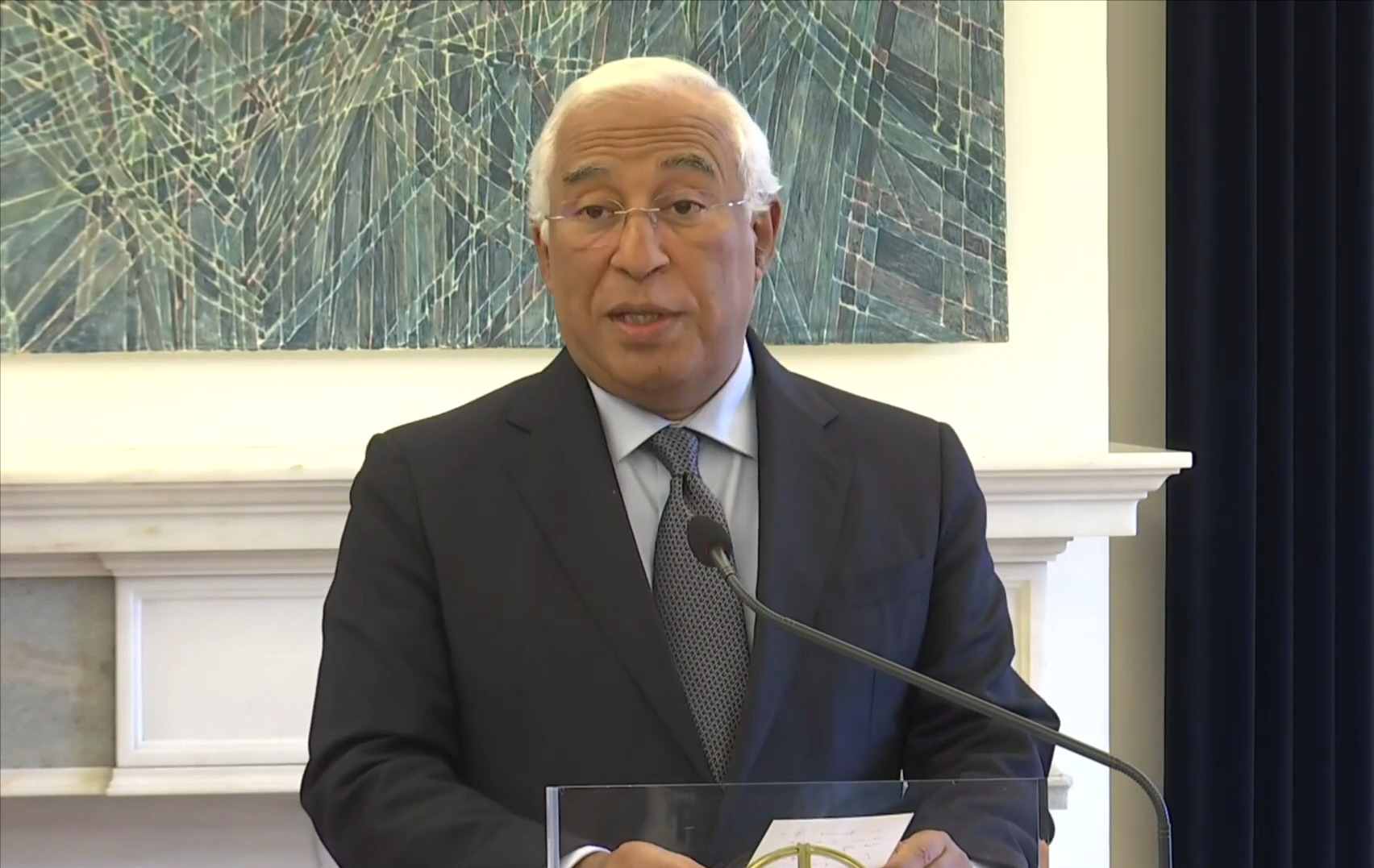
António Costa annonçant sa démission le 7 novembre 2023.

Le 7 novembre 2023, António Costa remet sa démission au président de la République, Marcelo Rebelo de Sousa. Cette décision intervient quelques heures après que la justice a révélé que son nom est apparu dans une enquête pour corruption relative à l’attribution de concessions d'exploration de lithium et de production d'hydrogène, dans laquelle son chef de cabinet et le ministre des Infrastructures sont directement mis en cause. Sa résidence officielle est perquisitionnée le matin même, les enquêteurs soupçonnant le Premier ministre d'être intervenu dans le déblocage de plusieurs procédures.
Le président de la République annonce dans la foulée avoir accepté la démission du Premier ministre, puis convoquer les partis politiques représentés à l'Assemblée de la République ainsi que le Conseil d'État dans les deux jours qui suivent, évoquant ouvertement sa volonté d'organiser des élections législatives anticipées. À plusieurs reprises au cours de la législature, il avait évoqué sa volonté de dissoudre le Parlement en cas de départ du pouvoir d'António Costa. Lors des consultations des partis, tous sauf le PS se disent favorables à un nouveau scrutin, les socialistes défendant le remplacement d'António Costa par une personnalité qu'ils proposeraient, à défaut de quoi ils souhaitent que les élections se tiennent en mars afin d'avoir le temps de remplacer leur secrétaire général. Le 9 novembre, à la suite de la réunion du Conseil d'État, Marcelo Rebelo de Sousa annonce son intention de dissoudre le Parlement et de convoquer de nouvelles élections le 10 mars 2024, ce qui permettra aux députés d'adopter définitivement le projet de loi de finances le 29 novembre.
Cette décision d'une dissolution différée ouvre un débat parmi les spécialistes de droit constitutionnel, puisque la démission du gouvernement, bien que non-publiée au Diário da República, a été acceptée par le président de la République. Cela limite juridiquement les fonctions de l'exécutif à la gestion des affaires courantes et rend caducs tous les projets de loi non-encore adoptés, dont celui relatif au budget,.
Sans cette dissolution, la XVe législature aurait été la plus longue de l'histoire post-salazariste : en effet, la Constitution indique que la mandature de l'Assemblée de la République dure quatre sessions législatives d'un an, mais si des élections ont lieu au cours d'une session législative, celle-ci doit être terminée par les nouveaux députés et vient s'ajouter aux quatre sessions de la législature. En conséquence, les parlementaires assermentés en février 2022 auraient siégé jusqu'en octobre 2026, soit quatre ans et huit mois. António Costa aurait battu le record de longévité au pouvoir avec dix ans et onze mois, soit une année de plus que le Premier ministre le plus durable, Aníbal Cavaco Silva.
Le ministère public reconnaît cependant une erreur de transcription le 12 novembre, impliquant António Costa Silva, le ministre de l'Économie quasi homonyme du Premier ministre,. Cette erreur ne concerne néanmoins qu'une seule écoute parmi la cinquantaine composant le dossier,, menant ainsi le syndicat de la magistrature publique à en minimiser l'impact.

## Système électoral
Le Portugal est doté d'un parlement monocaméral, l'Assemblée de la République, composé de 230 sièges pourvus tous les quatre ans selon un mode de scrutin proportionnel plurinominal à listes bloquées dans 22 circonscriptions électorales. Après décompte des voix, la répartition des sièges se fait à la proportionnelle selon la méthode d'Hondt, sans seuil électoral prédéfini.
Dix-huit circonscriptions correspondent aux districts du Portugal  et deux aux régions autonomes de Madère et des Açores. Enfin, les Portugais de la diaspora élisent deux sièges en Europe et deux autres dans le reste du monde.
Le nombre de sièges par circonscription est légèrement altéré en comparaison avec le précédent scrutin : la circonscription de Viana do Castelo perd un siège, tandis que celle de Setúbal en gagne un.

## Sondages

Moyenne lissée des sondages depuis les précédentes élections

## Listes

### Ayant représentation parlementaire
| Liste | Liste                                                            | Liste | Positionnement et idéologie                                        | Chef de file                 | Résultats précédents | Résultats précédents | Sièges actuels |
| Liste | Liste                                                            | Liste | Positionnement et idéologie                                        | Chef de file                 | %                    | Sièges               | Sièges actuels |
| ----- | ---------------------------------------------------------------- | ----- | ------------------------------------------------------------------ | ---------------------------- | -------------------- | -------------------- | -------------- |
|       | Parti socialiste                                                 | PS    | Centre gauche Social-démocratie                                    | Pedro Nuno Santos            | 42,50                | 120 / 230            | 120 / 230      |
|       | Alliance démocratique - Parti populaire monarchiste              | AD    | Centre droit à droite Libéral-conservatisme, démocratie chrétienne | Luís Montenegro              | 31,51                | 77 / 230             | 77 / 230       |
|       | Chega                                                            | CH    | Extrême droite Populisme de droite, nationalisme                   | André Ventura                | 7,38                 | 12 / 230             | 12 / 230       |
|       | Initiative libérale                                              | IL    | Centre droit à droite Libéralisme                                  | Rui Rocha                    | 5,05                 | 8 / 230              | 8 / 230        |
|       | Bloc de gauche                                                   | BE    | Extrême gauche à gauche Anticapitalisme, socialisme démocratique   | Mariana Mortágua             | 4,52                 | 5 / 230              | 5 / 230        |
|       | Coalition démocratique unitaire - Parti écologiste « Les Verts » | CDU   | Extrême gauche Communisme, écosocialisme                           | Paulo Raimundo (pt)          | 4,41                 | 6 / 230              | 6 / 230        |
|       | Personnes–Animaux–Nature                                         | PAN   | Centre gauche Animalisme, écologisme                               | Inês Sousa Real              | 1,63                 | 1 / 230              | 1 / 230        |
|       | LIBRE                                                            | L     | Gauche à centre gauche Écosocialisme                               | Rui Tavares Teresa Mota (en) | 1,31                 | 1 / 230              | 1 / 230        |

### Extra-parlementaires
| Liste | Liste                                       | Liste     | Positionnement et idéologie                                  | Chef de file              | Résultats précédents      | Résultats précédents      |
| Liste | Liste                                       | Liste     | Positionnement et idéologie                                  | Chef de file              | %                         | Sièges                    |
| ----- | ------------------------------------------- | --------- | ------------------------------------------------------------ | ------------------------- | ------------------------- | ------------------------- |
|       | Réagir, inclure, recycler                   | RIR       | Syncrétique Humanisme                                        | Márcia Henriques          | 0,43                      | 0 / 230                   |
|       | Parti communiste des travailleurs portugais | PCTP/MRPP | Extrême gauche Marxisme, maoïsme                             | Cidália Guerreiro         | 0,21                      | 0 / 230                   |
|       | Alternative démocratique nationale          | ADN       | Extrême droite Populisme, négationnisme sanitaire            | Bruno Fialho (pt)         | 0,20                      | 0 / 230                   |
|       | Ensemble pour le peuple                     | JPP       | Centre Social-libéralisme, régionalisme madérien             | Filipe Sousa              | 0,20                      | 0 / 230                   |
|       | Alternative 21 - Alliance                   | A21       | Centre droit Libéral-conservatisme, éco-capitalisme          | Jorge Nuno de Sá          | 0,19                      | 0 / 230                   |
|       | Volt Portugal                               | VP        | Centre gauche à centre Progressisme, fédéralisme européen    | Inês Bravo Figueiredo     | 0,12                      | 0 / 230                   |
|       | Ergue-te                                    | E         | Extrême droite Nationalisme, anti-immigration                | José Pinto Coelho (pt)    | 0,09                      | 0 / 230                   |
|       | Nous, citoyens !                            | NC        | Centre droit Libéralisme, européisme                         | Joaquim Rocha Afonso (pt) | 0,07                      | 0 / 230                   |
|       | Parti travailliste portugais                | PTP       | Gauche à centre gauche Socialisme démocratique, travaillisme | Amândio Madaleno          | 0,07                      | 0 / 230                   |
|       | Nouvelle Droite                             | ND        | Droite Conservatisme                                         | Ossanda Líber (pt)        | Nouveau (inscrit en 2024) | Nouveau (inscrit en 2024) |

## Résultats

### Participation
| Taux de participation | En 2022 | En 2024 | Différence |
| --------------------- | ------- | ------- | ---------- |
| à 12 heures           | 23,27 % | 25,21 % | 1,94       |
| à 16 heures           | 45,66 % | 51,96 % | 6,30       |
| à 19 heures           | 57,96 % | 66,23 % | 8,27       |

### Voix et sièges
|                                                  |                                                         |                                                         |            |       |       |               |               |  |  |  |  |  |  |  |
| Liste                                            | Liste                                                   | Liste                                                   | Voix       | %     | +/-   | Sièges        | +/-           |  |  |  |  |  |  |  |
|                                                  |                                                         | Parti social-démocrate (PPD/PSD)                        | 1 814 002  | 29,28 | 1,30  | 75            | 2             |  |  |  |  |  |  |  |
|                                                  | CDS – Parti populaire (CDS-PP)                          | 2                                                       | 1 814 002  | 29,28 | 1,30  | 2             |               |  |  |  |  |  |  |  |
|                                                  | Madère d'abord (PPD/PSD.CDS-PP)                         | 52 989                                                  | 0,86       | 0,07  | 3     | en stagnation |               |  |  |  |  |  |  |  |
|                                                  | Parti populaire monarchiste (PPM)                       | 451                                                     | 0,01       | 0,01  | 0     | en stagnation |               |  |  |  |  |  |  |  |
| Total Alliance démocratique (PPD/PSD.CDS-PP.PPM) | Total Alliance démocratique (PPD/PSD.CDS-PP.PPM)        | 1 867 442                                               | 30,15      | 1,36  | 80    | 3             |               |  |  |  |  |  |  |  |
|                                                  | Parti socialiste (PS)                                   | Parti socialiste (PS)                                   | 1 812 443  | 29,26 | 13,24 | 78            | 42            |  |  |  |  |  |  |  |
|                                                  | Chega (CH)                                              | Chega (CH)                                              | 1 169 781  | 18,88 | 11,50 | 50            | 38            |  |  |  |  |  |  |  |
|                                                  | Initiative libérale (IL)                                | Initiative libérale (IL)                                | 319 877    | 5,16  | 0,11  | 8             | en stagnation |  |  |  |  |  |  |  |
|                                                  | Bloc de gauche (BE)                                     | Bloc de gauche (BE)                                     | 282 314    | 4,56  | 0,04  | 5             | en stagnation |  |  |  |  |  |  |  |
|                                                  | Coalition démocratique unitaire (PCP-PEV)               | Coalition démocratique unitaire (PCP-PEV)               | 205 551    | 3,32  | 1,09  | 4             | 2             |  |  |  |  |  |  |  |
|                                                  | LIBRE (L)                                               | LIBRE (L)                                               | 204 875    | 3,31  | 2,00  | 4             | 3             |  |  |  |  |  |  |  |
|                                                  | Personnes–Animaux–Nature (PAN)                          | Personnes–Animaux–Nature (PAN)                          | 126 125    | 2,04  | 0,41  | 1             | en stagnation |  |  |  |  |  |  |  |
|                                                  | Alternative démocratique nationale (ADN)                | Alternative démocratique nationale (ADN)                | 102 134    | 1,65  | 1,45  | 0             | en stagnation |  |  |  |  |  |  |  |
|                                                  | Réagir, inclure, recycler (RIR)                         | Réagir, inclure, recycler (RIR)                         | 26 092     | 0,42  | 0,01  | 0             | en stagnation |  |  |  |  |  |  |  |
|                                                  | Ensemble pour le peuple (JPP)                           | Ensemble pour le peuple (JPP)                           | 19 145     | 0,31  | 0,11  | 0             | en stagnation |  |  |  |  |  |  |  |
|                                                  | Nouvelle Droite (ND)                                    | Nouvelle Droite (ND)                                    | 16 456     | 0,27  | Nv.   | 0             | en stagnation |  |  |  |  |  |  |  |
|                                                  | Parti communiste des travailleurs portugais (PCTP/MRPP) | Parti communiste des travailleurs portugais (PCTP/MRPP) | 15 491     | 0,25  | 0,04  | 0             | en stagnation |  |  |  |  |  |  |  |
|                                                  | Volt Portugal (VP)                                      | Volt Portugal (VP)                                      | 11 854     | 0,19  | 0,07  | 0             | en stagnation |  |  |  |  |  |  |  |
|                                                  | Ergue-te (E)                                            | Ergue-te (E)                                            | 6 030      | 0,10  | 0,01  | 0             | en stagnation |  |  |  |  |  |  |  |
|                                                  | Alternative 21 (MPT.ALIANÇA)                            | Alternative 21 (MPT.ALIANÇA)                            | 4 265      | 0,07  | 0,12  | 0             | en stagnation |  |  |  |  |  |  |  |
|                                                  | Parti travailliste portugais (PTP)                      | Parti travailliste portugais (PTP)                      | 2 435      | 0,04  | 0,03  | 0             | en stagnation |  |  |  |  |  |  |  |
|                                                  | Nous, citoyens ! (NC)                                   | Nous, citoyens ! (NC)                                   | 2 399      | 0,04  | 0,03  | 0             | en stagnation |  |  |  |  |  |  |  |
|                                                  |                                                         |                                                         |            |       |       |               |               |  |  |  |  |  |  |  |
| Suffrages exprimés                               | Suffrages exprimés                                      | Suffrages exprimés                                      | 6 194 709  | 95,64 |       |               |               |  |  |  |  |  |  |  |
| Votes blancs                                     | Votes blancs                                            | Votes blancs                                            | 89 847     | 1,39  |       |               |               |  |  |  |  |  |  |  |
| Votes invalides                                  | Votes invalides                                         | Votes invalides                                         | 192 396    | 2,97  |       |               |               |  |  |  |  |  |  |  |
| Total                                            | Total                                                   | Total                                                   | 6 476 952  | 100   | –     | 230           | en stagnation |  |  |  |  |  |  |  |
| Abstentions                                      | Abstentions                                             | Abstentions                                             | 4 336 691  | 40,10 |       |               |               |  |  |  |  |  |  |  |
| Inscrits/Participation                           | Inscrits/Participation                                  | Inscrits/Participation                                  | 10 813 643 | 59,90 |       |               |               |  |  |  |  |  |  |  |

### Résultats par districts

#### Résumé
| Circonscription  | AD    | AD   | PS    | PS   | CH    | CH   | IL   | IL   | BE   | BE   | CDU   | CDU  | L    | L    | PAN  | PAN  | Autres | Total Sièges | Total Sièges |  |
| ---------------- | ----- | ---- | ----- | ---- | ----- | ---- | ---- | ---- | ---- | ---- | ----- | ---- | ---- | ---- | ---- | ---- | ------ | ------------ | ------------ |  |
| Circonscription  |       |      |       |      |       |      |      |      |      |      |       |      |      |      |      |      | Autres | Total Sièges | Total Sièges |  |
| Circonscription  | %     | Élus | %     | Élus | %     | Élus | %    | Élus | %    | Élus | %     | Élus | %    | Élus | %    | Élus | %      | Total Sièges | Total Sièges |  |
| Aveiro           | 36,12 | 7    | 28,48 | 5    | 17,74 | 3    | 5,26 | 1    | 4,22 | —    | 1,41  | —    | 2,31 | —    | 1,77 | —    | 2,69   | 16           |              |  |
| Beja             | 17,21 | 1    | 32,59 | 1    | 22,16 | 1    | 2,28 | —    | 4,53 | —    | 15,45 | —    | 1,83 | —    | 1,26 | —    | 2,69   | 3            |              |  |
| Braga            | 34,06 | 8    | 29,01 | 6    | 17,33 | 4    | 6,27 | 1    | 3,95 | —    | 1,87  | —    | 2,39 | —    | 1,47 | —    | 3,65   | 19           |              |  |
| Bragance         | 41,05 | 2    | 30,42 | 1    | 18,67 | —    | 1,75 | —    | 1,98 | —    | 1,09  | —    | 1,03 | —    | 0,84 | —    | 3,17   | 3            |              |  |
| Castelo Branco   | 29,27 | 1    | 35,21 | 2    | 20,08 | 1    | 2,81 | —    | 4,23 | —    | 2,25  | —    | 2,06 | —    | 1,36 | —    | 2,73   | 4            |              |  |
| Coimbra          | 31,54 | 3    | 33,70 | 4    | 15,94 | 2    | 4,09 | —    | 5,27 | —    | 2,90  | —    | 2,93 | —    | 1,64 | —    | 1,99   | 9            |              |  |
| Évora            | 22,96 | 1    | 33,56 | 1    | 20,44 | 1    | 2,55 | —    | 4,37 | —    | 11,19 | —    | 2,03 | —    | 1,15 | —    | 1,75   | 3            |              |  |
| Faro             | 22,97 | 3    | 26,10 | 3    | 27,95 | 3    | 4,68 | —    | 5,91 | —    | 3,27  | —    | 2,83 | —    | 2,66 | —    | 3,63   | 9            |              |  |
| Guarda           | 35,13 | 1    | 32,81 | 1    | 19,18 | 1    | 2,31 | —    | 2,78 | —    | 1,61  | —    | 1,40 | —    | 1,00 | —    | 3,78   | 3            |              |  |
| Leiria           | 36,32 | 5    | 23,23 | 3    | 20,31 | 2    | 5,85 | —    | 4,43 | —    | 2,50  | —    | 2,72 | —    | 1,76 | —    | 2,88   | 10           |              |  |
| Lisbonne         | 27,67 | 14   | 28,36 | 15   | 17,41 | 9    | 6,74 | 3    | 5,07 | 2    | 3,82  | 2    | 5,60 | 2    | 2,54 | 1    | 2,79   | 48           |              |  |
| Portalegre       | 23,90 | —    | 34,96 | 1    | 25,05 | 1    | 1,95 | —    | 3,20 | —    | 6,29  | —    | 1,48 | —    | 0,86 | —    | 2,31   | 2            |              |  |
| Porto            | 31,13 | 14   | 31,03 | 13   | 15,69 | 7    | 5,88 | 2    | 4,76 | 2    | 2,42  | 1    | 3,43 | 1    | 2,15 | —    | 3,51   | 40           |              |  |
| Santarém         | 28,04 | 3    | 28,62 | 3    | 23,97 | 3    | 3,89 | —    | 4,59 | —    | 4,23  | —    | 2,53 | —    | 1,61 | —    | 2,52   | 9            |              |  |
| Setúbal          | 17,57 | 4    | 31,99 | 7    | 20,78 | 4    | 5,48 | 1    | 6,14 | 1    | 7,91  | 1    | 4,39 | 1    | 2,62 | —    | 3,12   | 19           |              |  |
| Viana do Castelo | 35,77 | 2    | 29,01 | 2    | 19,21 | 1    | 3,68 | —    | 3,55 | —    | 2,24  | —    | 2,03 | —    | 1,48 | —    | 3,03   | 5            |              |  |
| Vila Real        | 40,38 | 2    | 30,39 | 2    | 17,57 | 1    | 2,09 | —    | 2,51 | —    | 1,40  | —    | 1,40 | —    | 0,93 | —    | 3,33   | 5            |              |  |
| Viseu            | 37,40 | 3    | 28,24 | 3    | 20,01 | 2    | 2,89 | —    | 2,84 | —    | 1,41  | —    | 1,73 | —    | 1,24 | —    | 4,24   | 8            |              |  |
| Açores           | 41,28 | 2    | 30,23 | 2    | 16,32 | 1    | 2,81 | —    | 3,53 | —    | 1,13  | —    | 1,77 | —    | 1,62 | —    | 1,31   | 5            |              |  |
| Madère           | 36,22 | 3    | 20,32 | 2    | 17,98 | 1    | 3,98 | —    | 3,01 | —    | 1,66  | —    | 1,27 | —    | 2,14 | —    | 13,42  | 6            |              |  |
| Europe           | 23,33 | —    | 26,62 | 1    | 30,06 | 1    | 4,00 | —    | 4,50 | —    | 1,65  | —    | 2,86 | —    | 3,62 | —    | 3,36   | 2            |              |  |
| Hors d'Europe    | 34,10 | 1    | 21,77 | —    | 27,11 | 1    | 2,88 | —    | 2,80 | —    | 1,13  | —    | 1,06 | —    | 3,53 | —    | 5,62   | 2            |              |  |
|                  |       |      |       |      |       |      |      |      |      |      |       |      |      |      |      |      |        |              |              |  |
| Total            | 30,15 | 80   | 29,26 | 78   | 18,88 | 50   | 5,16 | 8    | 4,56 | 5    | 3,32  | 4    | 3,31 | 4    | 2,04 | 1    | 3,32   | 230          |              |  |

## Analyse et conséquences

Sièges obtenus par circonscription

Composition de l'assemblée par coalition

Avec plus de 66 % des inscrits, la participation hors expatriés atteint son niveau le plus élevé à des élections législatives depuis celles de 1995. Le Parti socialiste enregistre un très fort recul, d'autant plus marqué que les précédentes élections en 2022 l'avait vu décrocher seul la majorité absolue des sièges pour la deuxième fois de son histoire. Il recule ainsi de près de 14 points de part des voix, et plus de quarante sièges. Ces résultats amènent son dirigeant, Pedro Nuno Santos, à reconnaitre sa défaite au soir du scrutin, et à annoncer que le PS prendra la tête de l'opposition dans la nouvelle législature.
Bien qu'arrivée en tête, l'Alliance démocratique (AD) menée par le Parti social-démocrate (PPD/PSD) de Luís Montenegro ne remporte qu'une victoire toute relative. L'AD ne dépasse ainsi le PS que d'une courte avance, et obtient même un pourcentage des voix plus faible que ceux combinés de ses composantes en 2022, tout en progressant de quelques sièges.
Le grand vainqueur du scrutin se révèle être le parti Chega (CH), mené par André Ventura, qui opère une « percée historique ». Créé à peine cinq ans plus tôt, la formation arrive troisième et quadruple sa présence à l'assemblée, dans un pays jusqu'à très récemment exempt de formation d'extrême droite. Il arrive notamment en tête dans le district de Faro, ce qui fait de lui le premier parti autre que le PS et le PSD à arriver en tête d'un des 18 districts du pays depuis la Coalition démocratique unitaire (CDU) aux élections de 1991. La campagne de Chega centrée sur la lutte contre la corruption et l'immigration bénéficie ainsi du scandale politique qui touche le PS ainsi que de la hausse de l'immigration au Portugal, qui a vu sa population étrangère doubler sur les cinq dernières années. Fort de sa victoire, André Ventura déclare que « le bipartisme a pris fin au Portugal » et s'annonce « disponible » pour former un gouvernement de droite,,.
La plupart des petit partis maintiennent leurs résultats obtenus deux ans plus tôt, à l'exception de la Coalition démocratique unitaire, qui enregistre le plus mauvais résultat de son histoire avec seulement quatre sièges, et du Libre, qui enregistre son meilleur résultat en en obtenant également quatre,. Le très bon résultat de l'Alternative démocratique nationale est par ailleurs remarqué. S'il n'obtient pas de sièges, l'ADN réunit plus de 100 000 voix qui représentent 1,65 % des suffrages exprimés, contre dix fois moins et 0,20 % en 2022. Ce résultat est attribué par l'AD à la confusion provoquée chez les électeurs entre elle et la petite formation, qui lui aurait fait perdre ces voix du fait de la proximité de leurs logo et abréviations,.
Si le PS perd sa majorité, l'AD ne parvient ainsi par pour autant à en obtenir une. La formation d'un nouveau gouvernement de coalition s'avère par conséquent difficile, Luís Montenegro ayant à plusieurs reprises annoncé son refus de conclure une coalition entre l'AD et Chega, un engagement qu'il réitère dans la soirée suivant le scrutin,. Chef de l'Initiative libérale (IL) — arrivée quatrième avec des résultats stables —, Rui Rocha déclare à son tour que son parti ne rejoindra pas de gouvernement incluant Chega. La possibilité d'un gouvernement minoritaire de l'AD est par ailleurs rendue précaire par les annonces de Pedro Nuno Santos, qui sous-entend que le PS ne votera pas de motion de censure, mais ne votera pas pour autant le budget. Le vote de ce dernier est également rejeté par André Ventura, à moins que l'AD ne le négocie avec Chega,,. En amont de sa rencontre avec les dirigeants des partis en vue de faciliter la formation d'un gouvernement, le président de la République Marcelo Rebelo de Sousa déclare lors d'un entretien au journal Expresso vouloir tout faire pour empêcher Chega d'accéder au pouvoir. La déclaration de Marcelo Rebelo de Sousa, ancien membre du PSD, lui vaut de vives critiques, le chef de l'État étant censé rester neutre.

## Formation du gouvernement

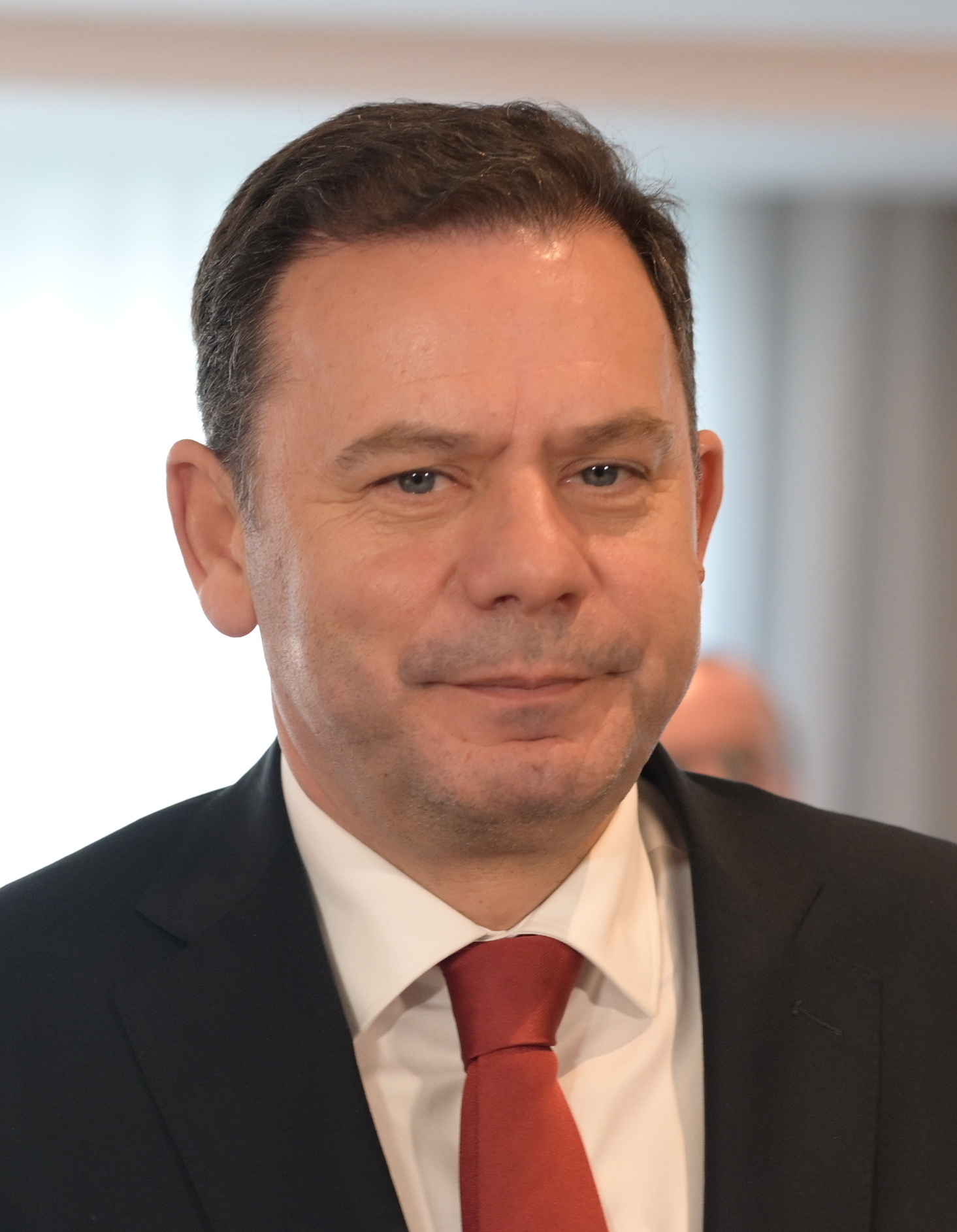
Luís Montenegro en mars 2024

Si la publication des résultats définitifs au Diário da República intervient le 23 mars, ces derniers sont connus dans la nuit du 20 au 21. Dès le 20 mars, le président de la République Marcelo Rebelo de Sousa confie à Luís Montenegro la charge de former un gouvernement minoritaire. Le Premier ministre désigné n'envisage alors pas d'inclure d'autres formations que celles de l'Alliance démocratique, à part éventuellement Initiative libérale.
La séance d'installation de la nouvelle législature se tient le 26 mars. Elle est immédiatement marquée par l'absence de majorité claire, les députés échouant à plusieurs reprises à élire un président. Un accord entre le Parti social-démocrate (PPD/PSD) et le Parti socialiste (PS) est finalement conclu, prévoyant une rotation entre eux à mi-législature. José Pedro Aguiar-Branco (PPD/PSD) est élu dès le lendemain président de l'Assemblée de la République et devra céder son fauteuil en 2026 à un député PS,.
Le nouveau gouvernement est présenté le 28 mars. Il se compose de 17 ministres, dont six indépendants et un issu du CDS – Parti populaire (CDS-PP). Parmi les 14 ministres du PPD/PSD, sept sont membres du noyau dur de la direction. La prise de fonction de l'exécutif intervient le 2 avril.